# Echeandia mexicana
Echeandia mexicana är en sparrisväxtart som beskrevs av Robert William Cruden. Echeandia mexicana ingår i släktet Echeandia och familjen sparrisväxter. Inga underarter finns listade i Catalogue of Life.